# Son amores
Son amores é uma telenovela argentina produzida pela Pol-ka Producciones e exibida pelo Canal 13 entre 28 de janeiro de 2002 e 2 de janeiro de 2004.

## Elenco
| Ator                   | Personagem              | Temp.  |
| ---------------------- | ----------------------- | ------ |
| Miguel Ángel Rodríguez | Roberto Sánchez         | 1, 2   |
| Nicolás Cabré          | Pablo Marquesi          | 1, 2   |
| Mariano Martínez       | Martín Marquesi         | 1, 2   |
| Mario Pasik            | Guillermo Carmona       | 1, 2   |
| Florencia Bertotti     | Valeria Marquesi        | 1, 2   |
| Millie Stegman         | Dolores "Lola" Montero  | 1 (2). |
| Gabriela Toscano       | Graciela "Chela" Rigolé | 2      |
| Marcela Kloosterboer   | María                   | 1, 2   |
| Laura Azcurra          | Candela Carmona         | 1      |
| Agustina Cherri        | Anita                   | 2      |
| Jazmín Stuart          | Laura Sánchez           | 2      |
| Reina Reech            | Michi                   | 1      |
| Luis Machín            | Beluchi                 | 1, 2   |
| Claudia Fontán         | Carmen                  | 1, 2   |
| Carla Peterson         | Brigitte Monti          | 1, 2   |
| Facundo Espinosa       | Coco                    | 1, 2   |
| Nicolás Vázquez        | Patricio "Pato" Guillán | 1, 2   |
| Nacho Gadano           | Rafa                    | 1      |
| Marcelo de Bellis      | Garabito                | 1, 2   |
| Jimena Barón           | Lila                    | (1), 2 |
| Norberto Díaz          | Osvaldo Rigolé          | 2      |
| Manuel Vicente         | Héctor Monti            | (1), 2 |
| Atilio Pozzobón        | Aldo                    | 1, 2   |
| Martín Orecchio        | Dardo                   | 1, 2   |
| Lola Berthet           | Rita                    | 1      |
| Berugo Carámbula       | Wilson                  | 1, 2   |

## Prêmios e indicações

### Martín Fierro
| Ano  | Categoria                | Indicado                          | Resultado |
| ---- | ------------------------ | --------------------------------- | --------- |
| 2002 | Melhor telecomédia       | Melhor telecomédia                | Venceu    |
| 2002 | Melhor diretor           | Rodolfo Antúnez Daniel De Felippo | Indicado  |
| 2002 | Melhor autor             | Jorge Maestro Ernesto Korovsky    | Indicado  |
| 2002 | Melhor ator de comédia   | Mariano Martínez                  | Indicado  |
| 2002 | Melhor ator de comédia   | Miguel Ángel Rodríguez            | Venceu    |
| 2002 | Melhor ator de comédia   | Nicolás Cabré                     | Indicado  |
| 2002 | Melhor ator de comédia   | Florencia Bertotti                | Venceu    |
| 2002 | Melhor atriz de comédia  | Millie Stegman                    | Indicado  |
| 2002 | Melhor ator coadjuvante  | Berugo Carámbula                  | Indicado  |
| 2002 | Melhor atriz coadjuvante | Carla Peterson                    | Indicado  |
| 2002 | Melhor atriz coadjuvante | Claudia Fontán                    | Indicado  |
| 2002 | Revelação                | Atilio Pozzobón                   | Indicado  |
| 2002 | Revelação                | Lola Berthet                      | Venceu    |
| 2002 | Melhor canção original   | "Son Amores"                      | Indicado  |
| 2003 | Melhor telecomédia       | Melhor telecomédia                | Indicado  |
| 2003 | Melhor ator de comédia   | Nicolás Cabré                     | Indicado  |
| 2003 | Melhor atriz de comédia  | Florencia Bertotti                | Venceu    |
| 2003 | Melhor atriz de comédia  | Gabriela Toscano                  | Indicado  |
| 2003 | Participação especial    | China Zorrilla                    | Venceu    |

### Clarín
| Ano  | Categoria           | Indicado           | Resultado |
| ---- | ------------------- | ------------------ | --------- |
| 2002 | Melhor comédia      | Melhor comédia     | Venceu    |
| 2002 | Revelação feminina  | Carla Peterson     | Venceu    |
| 2002 | Revelação feminina  | Lola Berthet       | Venceu    |
| 2002 | Revelação masculina | Facundo Espinosa   | Venceu    |
| 2002 | Revelação masculina | Nicolás Vázquez    | Indicado  |
| 2003 | Melhor atriz        | Florencia Bertotti | Venceu    |